# Иод-131
Йод-131 (иод-131, 131I) — искусственный радиоактивный изотоп йода. Период полураспада около 8 суток, механизм распада — бета-распад. Впервые получен в 1938 году в Беркли.
Является одним из значимых продуктов деления ядер урана, плутония и тория, составляя до 3 % продуктов деления ядер. При ядерных испытаниях и авариях ядерных реакторов является одним из основных короткоживущих радиоактивных загрязнителей природной среды. Представляет большую радиационную опасность для человека и животных в связи со способностью накапливаться в организме, замещая природный иод.
Применяется в медицине для радиойодтерапии щитовидной железы.
Удельная активность ~4,6⋅1015 Бк на грамм.

## Образование и распад
Иод-131 является дочерним продуктом β−-распада изотопа 131Te (период полураспада последнего составляет 25,0(1) мин):
{\displaystyle \mathrm {{}_{52}^{131}Te} \rightarrow \mathrm {{}_{53}^{131}I} +e^{-}+{\bar {\nu }}_{e}.}
В свою очередь теллур-131 образуется в природном теллуре при поглощении им нейтронов стабильным природным изотопом теллур-130, концентрация которого в природном теллуре составляет 34 % ат.:
{\displaystyle \mathrm {{}_{52}^{130}Te} +n\rightarrow \mathrm {{}_{52}^{131}Te} .}
131I имеет период полураспада 8,02 суток и является бета- и гамма-радиоактивным. Он распадается с испусканием β-частиц с максимальной энергией 0,807 МэВ (наиболее вероятны каналы бета-распада с максимальными энергиями 0,248, 0,334 и 0,606 МэВ и вероятностями соответственно 2,1 %, 7,3 % и 89,9 %), а также с излучением γ-квантов с энергиями от 0,08 до 0,723 МэВ (наиболее характерная гамма-линия, используемая на практике для идентификации иода-131, имеет энергию 364,5 кэВ и излучается в 82 % распадов); излучаются также конверсионные электроны и рентгеновские кванты. При распаде 131I превращается в стабильный 131Xe:
{\displaystyle \mathrm {^{131}_{53}I} \rightarrow \mathrm {^{131}_{54}Xe} +e^{-}+{\bar {\nu }}_{e}.}

### Получение
Основные количества 131I получают в ядерных реакторах путём облучения теллуровых мишеней тепловыми нейтронами. Облучение природного теллура позволяет получить почти чистый иод-131 как единственный конечный изотоп с периодом полураспада более нескольких часов.
В России 131I получают облучением на Ленинградской АЭС в реакторах РБМК. Химическое выделение 131I из облученного теллура осуществляется в НИФХИ им. Л. Я. Карпова. Объём производства позволяет получить изотоп в количестве, достаточным для выполнения 2…3 тысяч медицинских процедур в неделю.

## Иод-131 в окружающей среде
Выброс иода-131 в окружающую среду происходит в основном в результате ядерных испытаний и аварий на предприятиях атомной энергетики. В связи с коротким периодом полураспада, через несколько месяцев после такого выброса содержание иода-131 опускается ниже порога чувствительности детекторов.
Иод-131 считается наиболее опасным для здоровья людей нуклидом, образующимся при делении ядер. Это объясняется следующим:
1. Относительно высоким содержанием иода-131 среди осколков деления (около 3 %).
2. Период полураспада (8 суток), с одной стороны, достаточно велик, чтобы нуклид распространился по большим площадям, а с другой стороны, достаточно мал, чтобы обеспечить очень высокую удельную активность изотопа — примерно 4,5 ПБк/г.
3. Высокая летучесть. При любых авариях ядерных реакторов в первую очередь в атмосферу улетучиваются инертные радиоактивные газы, затем — иод. Например, при аварии на ЧАЭС из реактора было выброшено 100 % инертных газов, 20 % иода, 10—13 % цезия и всего 2—3 % остальных элементов[источник не указан 2937 дней].
4. Иод очень подвижен в природной среде и практически не образует нерастворимых соединений.
5. Иод является жизненно важным микроэлементом, и, в то же время, — элементом, концентрация которого в пище и воде невелика. Поэтому все живые организмы выработали в процессе эволюции способность накапливать иод в своем теле.
6. У человека бо́льшая часть иода в организме концентрируется в щитовидной железе, но имеющей небольшую массу по сравнению с массой тела (12—25 г). Поэтому даже относительно небольшое количество радиоактивного йода, поступившего в организм, приводит к высокому локальному облучению щитовидной железы.

Основным источником загрязнения атмосферы радиоактивным иодом являются атомные электростанции и фармакологическое производство.

### Радиационные аварии
Оценка по радиологическому эквиваленту активности иода-131 принята для определения уровня ядерных событий по шкале INES.
Авария на АЭС Фукусима I в марте 2011 вызвала значительный рост содержания 131I в продуктах питания, морской и водопроводной воде в местностях вокруг АЭС. Анализ воды в дренажной системе 2-го энергоблока показал содержание 131I, равное 300 кБк/см3, что превышает установленную в Японии норму по отношению к питьевой воде в 7,5 миллионов раз.

### Санитарные нормативы по содержанию иода-131
Согласно принятым в России нормам радиационной безопасности НРБ-99/2009, решение об ограничении потребления продуктов питания обязательно принимается при удельной активности иода-131 в них, равной 10 кБк/кг (при удельной активности от 1 кБк/кг такое решение может приниматься по усмотрению уполномоченного органа).
Для персонала, работающего с источниками радиации, предел годового поступления с воздухом иода-131 составляет 2,6⋅106 Бк в год (дозовый коэффициент 7,6⋅10−9 Зв/Бк), а допустимая среднегодовая объёмная активность в воздухе 1,1⋅103 Бк/м3 (это относится ко всем соединениям иода, кроме элементарного иода, для которого установлены ограничения соответственно 1,0⋅106 Бк в год и 4,0⋅102 Бк/м3, и метилиода CH3I — 1,3⋅106 Бк в год и 5,3⋅102 Бк/м3). Для критических групп населения (дети в возрасте 1—2 года) установлены ограничение на поступление иода-131 с воздухом 1,4⋅104 Бк/год,
допустимая среднегодовая объемная активность в воздухе 7,3 Бк/м3, допустимый предел поступления с пищей 5,6⋅103 Бк/год; дозовый коэффициент для этой группы населения составляет 7,2⋅10−8 Зв/Бк при поступлении иода-131 с воздухом и 1,8⋅10−7 Зв/Бк — при поступлении с пищей.
Для взрослого населения при поступлении иода-131 с водой дозовый коэффициент составляет 2,2⋅10−8 Зв/Бк, а уровень вмешательства 6,2 Бк/л. Для использования открытого источника I-131 его минимально значимая удельная активность (при превышении которой требуется разрешение органов исполнительной власти) равна 100 Бк/г; минимально значимая активность в помещении или на рабочем месте равна 1⋅106 Бк, ввиду чего иод-131 относится к группе В радионуклидов по радиационной опасности (из четырёх групп, от А до Г, наиболее опасной является группа А).
При возможном присутствии иода-131 в воде (в зонах наблюдения радиационных объектов I и II категории по потенциальной опасности) определение его удельной активности в воде является обязательным.

### Профилактика
В случае попадания йода-131 в организм возможно вовлечение его в процесс обмена веществ. При этом йод задержится в организме на длительное время, увеличивая продолжительность облучения. У человека наибольшее накопление йода наблюдается в щитовидной железе. Чтобы минимизировать накопление радиоактивного йода в организме при радиоактивном загрязнении окружающей среды принимают препараты, насыщающие обмен веществ обычным стабильным йодом. Например, препарат йодида калия. При приеме калия йодида одновременно с поступлением радиоактивного йода защитный эффект составляет около 97 %; при приеме за 12 и 24 ч до контакта с радиоактивным загрязнением — 90 % и 70 % соответственно, при приеме через 1 и 3 ч после контакта — 85 % и 50 %, более чем через 6 ч — эффект незначительный.

## Применение в медицине
Иод-131, как и некоторые другие радиоактивные изотопы иода (125I, 132I) применяются в медицине для диагностики и лечения некоторых заболеваний щитовидной железы:
- Лечение болезней, связанных с гиперфункцией щитовидной железы: гипертиреоз[12], диффузно-токсического зоба (болезни Грейвса). Чтобы вызвать эутиреоидное состояние при гипертиреозе, вводимая активность 131I составляет от 185 до 370 МБк[13].
- Лечение некоторых видов рака щитовидной железы, выявление его метастаз[14].

Изотоп применяется для диагностики распространения и лучевой терапии нейробластомы, которая также способна накапливать некоторые препараты иода.
В России фармпрепараты на основе 131I производит Обнинский филиал Научно-исследовательского физико-химического института имени Л. Я. Карпова.
Согласно нормам радиационной безопасности НРБ-99/2009, принятым в России, выписка из клиники пациента, лечившегося с использованием иода-131, разрешается при снижении общей активности этого нуклида в теле пациента до уровня 0,4 ГБк.
Препараты : йобенгуан-131.